# Dalmați
Dalmații au fost membrii unui trib iliric care locuiau pe coasta estică a Mării Adriatice.
Începând cu secolul al IV-lea î.Hr. și până la sfârșitul războaielor ilire (168 î.Hr.), au făcut parte din regatul ilir, după care au intrat sub protecția romană, fiind localizați în Dalmația.

## Vezi și
- Livno